# اسپارتاک باگاشویلی
اسپارتاک باگاشویلی (گرجی: სპარტაკ ბაღაშვილი؛ ۷ اوت ۱۹۱۴ – ۱ فوریهٔ ۱۹۷۷) هنرپیشه اهل گرجستان شوروی بود که بین سال‌های ۱۹۳۷ تا ۱۹۷۵ فعالیت می‌کرد.
از فیلم‌ها یا برنامه‌های تلویزیونی که وی در آن نقش داشته‌است می‌توان به سایه‌های نیاکان فراموش‌شده (۱۹۶۵), رنگ انار (۱۹۶۸) اشاره کرد.